# Comando Conjunto Malvinas
El Comando Conjunto Malvinas fue la fuerza de tareas conjunta de las Fuerzas Armadas argentinas creada para la defensa de las islas Malvinas después de la Operación Rosario. Fue su titular el general de brigada Mario Benjamín Menéndez, quien además era el gobernador militar de las islas Malvinas, Georgias del Sur y Sandwich del Sur. Contaba con un Estado Mayor formado por oficiales superiores de las tres Fuerzas Armadas.

## Historia
La Guarnición Militar Malvinas se creó el 7 de abril de 1982, cinco días después de la Operación Rosario al tiempo que el general de brigada Mario Benjamín Menéndez juraba como gobernador militar de las Islas Malvinas, Georgias del Sur y Sandwich del Sur y comandante conjunto de la Guarnición Militar Malvinas.
La Guarnición dependía en lo operacional del Comando del Teatro de Operaciones del Atlántico Sur y en lo logístico del Comando del V Cuerpo de Ejército.
El 9 de abril el comandante en jefe del Ejército, teniente general Leopoldo Galtieri asignó la X Brigada de Infantería Mecanizada y el Grupo de Artillería 3 a la Guarnición Malvinas sin un estudio previo por parte del Estado Mayor General del Ejército y aviso oportuno a Mario Benjamín Menéndez.
El 22 de abril, el comandante en jefe del Ejército Leopoldo Fortunato Galtieri resolvió enviar la III Brigada al archipiélago de Malvinas.

### Combates
El 1 de mayo de 1982 las hostilidades iniciaron en las islas Malvinas. Un bombardero británico Vulcan y diez Harrier atacaron el aeropuerto local a las 4:40 horas y a las 8:30, respectivamente. El crucero ligero HMS Glamorgan y las fragatas HMS Alacrity y HMS Arrow atacaron posiciones argentinas de la capital a las 4:00. Aviones de la Fuerza Aérea Sur rechazaron el bombardeo naval.
De noche buques británicos reiniciaron el bombardeo. El Grupo de Artillería de Defensa Aérea 601 conjuró los ataques a baja altura de los Harrier.
La tarde del 2 de mayo un submarino británico hundió al crucero ligero ARA General Belgrano provocando la muerte de más de 300 argentinos que golpeó psicológicamente a toda guarnición isleña.

### Rendición
Menéndez se rindió al general Jeremy Moore el 14 de junio de 1982.

## Organización
- Comando Conjunto de la Guarnición Militar Malvinas (Cdo Conj Guar Mil Malv).
  - Comandante conjunto de la Guarnición Militar Malvinas: general de brigada Mario Benjamín Menéndez.
  - Comandante de la Agrupación de Ejército «Malvinas»: general de brigada Oscar Jofré.
  - Comandante naval: contraalmirante Edgardo Aroldo Otero.
  - Comandante aeronáutico: brigadier Luis Guillermo Castellano.
  - Estado Mayor (al 24 de abril de 1982).[1]
  - Jefe de Estado Mayor: general de brigada Américo Daher.
    - Jefe I-Personal: capitán de navío Barry Hussey (al 24 de abril); teniente coronel Alfredo Andújar (a partir del 28 de abril).
    - Jefe II-Inteligencia: comodoro Guillermo Mendiberry (24 de abril); coronel Francisco Cervo (28 de abril).
    - Jefe III-Operaciones: coronel Francisco Manchiadiarena (24 de abril); coronel Isidro Cáceres (28 de abril).
    - Auxiliar: coronel Francisco Manchiadiarena.
    - Jefe IV-Logística: coronel Argentino González.

  - Enlace Componente Aéreo: comodoro Guillermo Mendiberry.
  - Enlace Componente Naval: capitán de navío Juan Ramón Moeremans y capitán de corbeta Juan Ramón Camiletti.

## Fuerza
Número de efectivos del ejército de tierra para el 27 de abril de 1982:
| Unidad                                           | Oficiales | Suboficiales | Soldados | Total |
| ------------------------------------------------ | --------- | ------------ | -------- | ----- |
| Comando de la X Brigada de Infantería Mecanizada | 23        | 40           | 114      | 177   |
| Regimiento de Infantería 3                       | 30        | 127          | 773      | 930   |
| Regimiento de Infantería 6                       | 25        | 105          | 432      | 562   |
| Regimiento de Infantería 7                       | 25        | 131          | 670      | 826   |
| Regimiento de Infantería 25                      | 37        | 99           | 423      | 559   |
| Grupo de Artillería 3                            | 30        | 69           | 150      | 249   |
| Grupo de Artillería Aerotransportado 4           | 19        | 56           | 248      | 323   |
| Total general                                    | 189       | 627          | 2810     | 3626  |